# Guardianes de la Tierra Media
Guardianes de la Tierra Media es un videojuego de tipo batalla multijugador en línea, desarrollado por la empresa Monolith Productions y publicado por Warner Bros. Interactive Entertainment. El escenario del juego es la Tierra Media, derivado de la serie El Señor de los Anillos, con varios enlaces a la serie de películas del mismo nombre. Guardianes de la Tierra Media se lanzó para las consolas PlayStation 3 y Xbox 360 el 4 de diciembre de 2012, a través de la PlayStation Network y Xbox Live Arcade respectivamente. También se lanzó un paquete de venta minorista, que incluye un vale de descarga para el juego, así como un "Pase de temporada" para los futuros contenidos descargables. Ya no está disponible en PlayStation Network y los servidores también están inactivos.
El juego fue lanzado más tarde para Microsoft Windows el 29 de agosto de 2013.

## Modo de juego
Guardianes de la Tierra Media incorpora los elementos estándar de un típico videojuego de arena de batalla en línea de multijugador (MOBA), con un fuerte énfasis en la coordinación del equipo. Hasta diez jugadores pueden dividirse en dos equipos de cinco y de un grupo de treinta y seis guardianes de la franquicia de El Señor de los Anillos, incluidos Gandalf, Sauron y Radagast, y coordinarse para ganar partidas al destruir la base del equipo contrario. A diferencia de la mayoría de los otros títulos de MOBA, los Guardianes de la Tierra Media se enfatiza en las consolas de uso casero, en lugar del escritorio, en su jugabilidad, para ganar una experiencia "cinematográfica".
Cada equipo comienza el juego en lados opuestos del mapa. Tres caminos, o "bandas", conducen a una base enemiga, cada una con una serie de torres defensivas en el camino. En cada base, a ciertos intervalos, hay soldados que son enviados a la base enemiga.
Los jugadores asumen el papel de uno de veinte personajes, cada uno con su propio conjunto de habilidades y roles. Los jugadores eligen su carril para avanzar, destruyendo soldados, otros jugadores, torres y, en última instancia, la base misma del enemigo.
Después de cada batalla, los jugadores ganan experiencia y oro. Con los niveles, nuevas habilidades y bienes para la compra están disponibles, lo que aumenta las características y habilidades de los personajes.

## Personajes
Cada personaje tiene dos versiones, una normal y otra disponible solo en Steam.
- Agandaûr (Teniente de Sauron, Ombra)
- Arathorn (Guardián, Jefe)
- Beregond (Guardia de la Torre, Compañía Blanca)
- Berto (Troll de la montaña, cocinero)
- Bilbo Bolson (ladrón, fiestero)
- Elrond (Señor de Great Ravine, Maestro de Imladris)
- Éowyn (Dama de Rohan, Mujer Guardia)
- Felgrom (Big-Boom!, Powderkeg)
- Frodo Bolson (Portador del anillo, Sr. Undercoats)
- Galadriel (Dama de Lórien, Dama de la Luz)
- Gandalf (El Gris, El Blanco)
- Glóin (Leal, Coraggioso)
- Gollum (Precioso, Sméagol)
- Gothmog (Heraldo de Grond, portador de la guerra)
- Rey Trasgo (Scrubber, Spaccacrani)
- Haldir (Guía de Lórien, Guardián de Lórien)
- Hidelfonso Tuc (Maestro trampero, reparador)
- Kíli (Explorador, Ojo de Águila)
- Legolas (Del Reino del Bosque, Príncipe Silvano)
- Lugbol (abrazadera, azufre)
- Mozgog (Frenesí sangriento, Furia de batalla)
- Nori (Cantero, Mazza)
- Ori (Poeta, Letrista)
- Radagast (El Bruno, amigo de los pájaros)
- Runsig[7] (hombre del norte, infractor)
- Saruman (El Sabio, Señor de Isengard)
- Sauron (Señor Oscuro, El Cruel)
- Señor de los Fantasmas de los Cairns (Señor de la Tumba, Espíritu Malvado)
- Snaga (Voracidad, Digressive)
- Thorin escudo de roble (Fendiorchi, Escudo de roble)
- Thráin (Rey en el Exilio, Veterano de Batalla)
- Uglùk (Trenzado, Capobanda)
- Unglob[7] (Covata, depredador)
- Rey Brujo de Angmar (Sirviente del Miedo, Señor de los Nazgûl)
- Wulfrun (Hechicero, Cultista)

## Recepción
Los guardianes de la Tierra Media recibieron críticas mixtas. Obtuvo un 7.5/10 de IGN. Muchos usuarios tienen problemas con los juegos que se conectan en la PC, así como también numerosos fallos en la conectividad.